# Golaja
De Golaja (Russisch: Голая; "naakt, "kaal") is een kleine stratovulkaan in het zuidelijk deel van het Russische schiereiland Kamtsjatka. De basaltvulkaan vormt onderdeel van de oostelijke vulkaangordel op het schiereiland en ontstond in het Pleistoceen of Holoceen ten zuiden van de grotere vulkaan Asatsja. De vulkaan heeft een langgerekte vorm en ligt te midden van een aantal kleine schildvulkanen en sintelkegels, die ontstaan zijn door vulkanisme nabij de hoofdloop van de rivier de Asatsja.